# Kolowratský palác (Praha, Sněmovní)
Kolowratský palác je barokní budova na rohu Thunovské a Sněmovní ulice v Praze na Malé Straně. Býval označován také jako fara u sv. Mikuláše. Objekt je památkově chráněn od roku 1964.

## Historie
Původně gotický dům byl několikrát přestavován a upravován. Podle Ruthovy Kroniky královské Prahy byl prvním známým majitelem v roce 1466 tesař Jan Sekyra, později se dům nazýval Bělehrad. 
Začátkem 17. století to byl dům Kolowratský a po roce 1626 se z něj stala fara při malostranském kostele (rotundě) svatého Václava (ten býval v severozápadním nároží jezuitského profesního domu). Když po zrušení profesního domu v roce 1772 kostel zanikl, název fary se změnil na faru u sv. Mikuláše.
Dnešní podobu získal nárožní dům kolem roku 1690, kdy byl barokně přestavěn; v roce 1707 provedl některé úpravy Giovanni Antonio Lurago. V roce 1884 došlo ke změnám dispozic.  
Architektonicky zajímavý je edikulový portál v hlavním průčelí obráceném do Sněmovní a arkýř v boční fasádě do Thunovské ulice.  
Výzdoba interiéru pochází z roku 1992, kdy byl upraven pro potřeby Poslanecké sněmovny. Jedinou výjimkou jsou nástropní barokní fresky datované do doby přestavby objektu kolem roku 1690. 
Majitelem budovy je pražské arcibiskupství a objekt využívá Poslanecká sněmovna Parlamentu České republiky jako sídlo pro svůj Parlamentní institut. 